# Gvineja
 Ovo je glavno značenje pojma Gvineja. Za druga značenja pogledajte Gvineja (razdvojba).
Gvineja je država u zapadnoj Africi. Na zapadu izlazi na Atlantski ocean, a na kopnu graniči sa sljedećim državama: Gvinejom Bisau i Senegalom na sjeveru, Malijem na sjeveroistoku, Bjelokosnom Obalom na istoku, Liberijom na jugu te Sijera Leoneom na jugozapadu.

## Zemljopis
Teritorij Gvineje je uglavnom nizinski koji je pokriven savanama. Osim nizina, Gvineja je jednim dijelom brdovita i pokrivena gustim tropskim šumama. Obilježje Gvineje jest u tomu da je izvorište triju rijeka koje opskrbljuju vodom dobrim dijelom subsaharsko područje zapadne Afrike, a to su rijeke Gambija, Bafing i Niger. U području sjeverno od planine Nimba, izvire i rijeka Cavalla.

## Povijest i stanovništvo
U kolonijalnom razdoblju dio Francuske zapadne Afrike, Gvineja je umnogome tipična afrička država. Zajednica je više naroda koji su prisutni i u susjednim zemljama: do 1984. dominirao je narod Malinke (Mandingo) čiji je pripadnik bio prvi predsjednik Ahmed Sékou Touré, a od tada vodeću ulogu ima narod Susu iz kojeg potječe dugogodišnji predsjednik Lansana Conté;  najmnogoljudniji su Fulani (Peuhl). Islam je religija gotovo cijelog stanovništva. U postkolonijalnom razdoblju politički sustav Gvineje bio je stabilan (samo dva predsjednika), ali autoritaran. Predsjednik Conté dopustio je u devedesetima nekoliko višestranačkih izbora koji nisu doveli do promjene vlasti. Krajem desetljeća ponovno su ojačale autoritarne tendencije.  Predsjednik Lansana Conté je preminuo 23. prosinca 2008. i nakon njegove smrti je došlo do napetosti u zemlji. Privremeni predsjednik je postao general Moussa Dadis Camara koji je obećao da će uvesti demokraciju.

## Gospodarstvo
Samo se 20 % stanovnika ne bavi poljoprivredom, ali nepoljoprivredni sektor ostvaruje 75 % BDP-a. Rudarstvo donosi većinu izvoznih prihoda – Gvineja je drugi po veličini izvoznik boksita i posjeduje 30 % svjetskih rezervi. Važno je i dobivanje zlata i dijamanata. BDP je u 2004. iznosio 2100 USD po stanovniku, mjereno po PPP-u. Službena valuta je gvinejski franak.

## Religija
Islam je najrasprostranjenija religija u Gvineji. Tu monoteističku religiju propovijeda 85 % stanovništva. Kršćanstvo propovijeda 8 % stanovništva, a 7 % stanovnika su animisti.